# Dictadura militar en Panamá

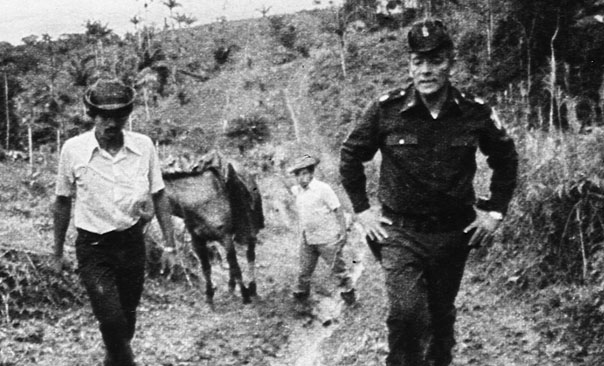
Omar Torrijos junto a ganaderos panameños.

Panamá tuvo una dictadura militar por 21 años desde que se dio el golpe de Estado al presidente Arnulfo Arias Madrid el 11 de octubre de 1968 liderada por los coroneles Boris Martínez, José H. Ramos Bustamante y el general Omar Torrijos Herrera, sin embargo, en comparación con muchas dictaduras latinoamericanas, no era anticomunista, sino que era un "proceso revolucionario" para acabar con la burocracia y el mal gobierno que ese entonces estaba en el país. Se controlaron los medios de comunicación, acontecieron asesinatos, genocidio, torturas, acoso y desapariciones, pero se crearon nuevas leyes y una Constitución, todo esto bajo la administración de Torrijos. En la época de Manuel Antonio Noriega la corrupción y el cinismo se apoderaron del gobierno y una ola de oposición política se desató y las malas relaciones con los Estados Unidos llevaron a la invasión que llevó el fin del gobierno militar. Cabe resaltar que durante la dictadura se llevó a cabo avances tecnológicos y políticos tales como la televisión a color, la computación, la mayor representación de Panamá en la política mundial, los Tratados Torrijos-Carter que llevaron a la reversión del Canal de Panamá al istmo y la mejoría del sistema sanitario, económico, educativo y social.

## Antecedentes
El golpe de Estado de 1931 que derrocó al presidente Florencio Harmodio Arosemena fue un hecho que hizo que la joven república estuviera en una crisis. Los gobiernos militares de  José Antonio Remón (el único presidente panameño asesinado en funciones) y Marco Aurelio Robles marcaron a Panamá como una nación débil. El expresidente Arnulfo Arias Madrid había sido depuesto dos veces: en 1941, en su primer gobierno donde fue sustituido por Ricardo Adolfo de la Guardia y en 1951, en su segundo gobierno en que fue sustituido por Alcibíades Arosemena. Ya se pensaba en el público nacional que sería derrocado por tercera vez, pero no por militares.
En las elecciones generales de 1968 había tres candidatos: el ingeniero David Samudio Ávila, apoyado por la coalición Alianza del Pueblo liderada por el Partido Liberal, Arnulfo Arias Madrid, apoyado por la coalición Unión Nacional liderada por el Partido Panameñista y el doctor Antonio González Revilla, candidato del Partido Demócrata Cristiano. Después de acusaciones de corrupción y compra de votos, Arias Madrid sale victorioso con 41,545 votos.

## El golpe
La noche del 11 de octubre de 1968, los militares se movilizaron y arrestaron a muchos simpatizantes del presidente Arnulfo Arias mientras él estaba en un cine local. Después los militares tomaron las radios del país y dieron un comunicado con la voz de Omar Torrijos. El 12 de octubre, Boris Martínez instauró una Junta Militar que se hiciera cargo de la nación. Inmediatamente Arias se autoexilió hacia México y después Miami. Después Martínez y Torrijos pelearon por el poder en Panamá, ganando Torrijos, y exiliándolo a Cuba. En el 12 de octubre de 1969, hubo un golpe interno en la Guardia Nacional pero Torrijos ganó nuevamente consolidando su poder en el país, y autodeclarándose Líder Máximo de La Revolución Panameña.
El gobierno militar utilizó su poderío para neutralizar a la oposición inicial de los dirigentes comunales, del movimiento estudiantil y de los partidarios de Arnulfo Arias que constituyeron el entonces Frente Cívico. La represión a las manifestaciones masivas encrudeció. Los militares incluso llegaron a ocupar y cerrar la Universidad de Panamá y el Instituto Nacional. Esto provocó aún más encarcelamientos y generó muertes en circunstancias extrañas y enfrentamientos armados.

## Economía
Panamá tuvo un ligero avance durante la dictadura militar. Algunos hechos como la Crisis del Petróleo (1973) y la firma de los Tratados Torrijos-Carter hicieron una apertura económica a Panamá durante la época. Como cualquier país de aquel entonces, la inflación de Panamá era baja. El balboa comenzó una fuerte circulación, como muestra del antiamericanismo del gobierno militar.
| Gráfica del crecimiento del producto interno bruto de Panamá 1970-1979 |
| ---------------------------------------------------------------------- |
|                                                                        |
| Fuente: Fondo Monetario Internacional                                  |
| Gráfica elaborada por: Wikipedia                                       |

## Gobierno y Política.
El poder se centraba en los militares de la época. En ese entonces el presidente de la República no era más que un títere del jefe de gobierno, que era a la vez jefe de la Guardia Nacional. Se publicó la Constitución Política de 1972, la cual en el artículo 277 decía:
Artículo 277: Se reconoce como Líder Máximo de la Revolución panameña al General de Brigada Omar Torrijos Herrera, Comandante Jefe de la Guardia Nacional. En consecuencia, y para asegurar el cumplimiento de los objetivos del proceso revolucionario, se le otorga, por el término de seis años, el ejercicio de las siguientes atribuciones: Coordinar toda la labor de la Administración Pública; nombrar y separar libremente a los Ministros de Estado y a los Miembros de la Comisión de Legislación; nombrar al Contralor General y al Subcontralor General de la República, a los Directores Generales de las entidades autónomas y semiautónomas y al Magistrado del Tribunal Electoral, que le corresponde nombrar al Ejecutivo, según lo dispone esta Constitución y la Ley; nombrar a los Jefes Oficiales de la Fuerza Pública de conformidad con esta Constitución, la Ley y el Escalafón Militar; nombrar con la aprobación del Consejo de Gabinete a los Magistrados de la Corte Suprema de Justicia, al Procurador General de la Nación, al Procurador de la Administración y a sus respectivos suplentes; acordar la celebración de contratos, negociación de empréstitos y dirigir las relaciones exteriores. Tendrá, además, facultades para asistir con voz y voto a las reuniones del Consejo de Gabinete y del Consejo Nacional de Legislación, y participar con derecho a voz en los debates de la Asamblea Nacional de Representantes de Corregimientos y de los Consejos Provinciales de Coordinación y de las Juntas Comunales.
El gobierno militar fue el poder completo del estado y el órgano legislativo se basaba en la Asamblea Nacional de Representantes de Corregimientos y el Consejo Nacional de Legislación. Debido a la firma de los Tratados Torrijos-Carter, se hizo la primera reforma a la Constitución en 1978, en la cual permitía el multipartidismo, pero el Partido Revolucionario Democrático (PRD), inscrito el 11 de octubre de 1978, tendría el papel del partido dominante. En 1983 la Asamblea Nacional regresa con el nombre de Asamblea Legislativa, que existió de 1983 a 1989 (año cuando Noriega reinstaló la Asamblea de Representantes) y de 1990 hasta 2004 (año en que se cambia el nombre a Asamblea Nacional).
El órgano judicial era una dependencia del gobierno militar, por lo que a veces no había procesos justos.

### Presidentes de la República
| 36 |  | José María Pinilla Fábrega (1919-1979)                              | Ciudad de Panamá | 12 de octubre de 1968    | 18 de diciembre de 1969  | Guardia Nacional                   |
| 36 |  | Bolívar Urrutia Parrilla (1918-2005)                                | Los Santos       | 12 de octubre de 1968    | 18 de diciembre de 1969  | Guardia Nacional                   |
| 37 |  | Demetrio B. Lakas (1925-1999)                                       | Colón            | 19 de diciembre de 1969  | 11 de octubre de 1978    | Independiente                      |
| 38 |  | Aristides Royo (1940-)                                              | Panamá Oeste     | 11 de octubre de 1978    | 31 de julio de 1982      | Partido Revolucionario Democrático |
| 39 |  | Ricardo de la Espriella (1934-)                                     | Ciudad de Panamá | 31 de julio de 1982      | 13 de febrero de 1984    | Partido Revolucionario Democrático |
| 40 |  | Jorge Illueca (1918-2012)                                           | Ciudad de Panamá | 13 de febrero de 1984    | 11 de octubre de 1984    | Independiente                      |
| 41 |  | Nicolás Ardito Barletta Vallarino (1938-)                           | Coclé            | 11 de octubre de 1984    | 28 de septiembre de 1985 | Partido Revolucionario Democrático |
| 42 |  | Eric Arturo Delvalle (1937-2015)                                    | Ciudad de Panamá | 28 de septiembre de 1985 | 26 de febrero de 1988    | Partido Republicano                |
| 43 |  | Manuel Solís Palma (1917-2009) Ministro Encargado de la Presidencia | Los Santos       | 26 de febrero de 1988    | 1 de septiembre de 1989  | Partido Revolucionario Democrático |
| 44 |  | Francisco Rodríguez (1938-) Presidente provisional                  | Herrera          | 1 de septiembre de 1989  | 20 de diciembre de 1989  | Partido Revolucionario Democrático |

### Líderes militares de Panamá (de facto, 1968-1989)
| N.º | Imagen                         | Nombre (Nacimiento-Muerte)                           | Período               | Período                 | Ejército                |
| --- | ------------------------------ | ---------------------------------------------------- | --------------------- | ----------------------- | ----------------------- |
| 1   |                                | Coronel Boris Néstor Martínez                        | 11 de octubre de 1968 | 24 de febrero de 1969   | Guardia Nacional        |
| 2   |                                | General de brigada Omar Torrijos Herrera (1929-1981) | 24 de febrero de 1969 | 31 de julio de 1981     | Guardia Nacional        |
| 3   |                                | Coronel Florencio Flores Aguilar (1931-2020)         | 31 de julio de 1981   | 3 de marzo de 1982      | Guardia Nacional        |
| 4   |                                | Coronel Rubén Darío Paredes (1933-)                  | 3 de marzo de 1982    | 12 de agosto de 1983    | Guardia Nacional        |
| 5   |                                | General Manuel Antonio Noriega (1934-2017)           | 12 de agosto de 1983  | 20 de diciembre de 1989 | Guardia Nacional (1983) |
| 5   | Fuerzas de Defensa (1983-1989) | General Manuel Antonio Noriega (1934-2017)           | 12 de agosto de 1983  | 20 de diciembre de 1989 |                         |

## Fin de la dictadura
El 31 de julio de 1981 el general Torrijos muere en un accidente de aviación, ocurrido en el Cerro Marta, provincia de Coclé.
Tras la muerte de éste, cuando el gobierno se desestabiliza, la Guardia Nacional nombró a Rubén Darío Paredes como jefe de gobierno y la Asamblea de Representantes eligió a Arístides Royo como presidente de la República. Cuando Noriega tomó el poder, la economía y la política panameña sufrieron tras las declaraciones antiamericanas del dictador. Esto significó épocas de pobreza, corrupción y ataques a la población como la Masacre de Albrook.

### La invasión
Los estadounidenses dispusieron de 26 000 soldados de las unidades de élite, de los comandos navales, del ejército y la 82.ª División Aerotransportada para la invasión. Las Fuerzas de Defensa Panameña sumaban apenas 12 000 efectivos y el país disponía de una minúscula fuerza aérea.
El ejército de los Estados Unidos trasladó a Panamá a la 82.ª División Aerotransportada para la operación militar, la cual contaba con 12 000 soldados. Las bases militares estadounidenses en las riberas del Canal de Panamá, según el tratado Torrijos-Carter que legalizaba la presencia militar en el istmo para la defensa conjunta por ambas naciones de la vía acuática, contaba con un ejército de 12 000 efectivos, los cuales no participaron en la operación. Se llevó a personal de inteligencia que estaba en entrenamiento, de los cuales el teniente Joseph T. Alvertk falleció y Benjamin Taylor fue herido, dejando a cargo de ese grupo a George Hershell.
Dos días antes del ataque, un soldado estadounidense fue abatido cuando traspasó un retén frente al Cuartel Central de la Guardia Nacional, lo que fue considerado como el detonante del conflicto. La invasión inició la madrugada del 20 de diciembre de 1989 con el bombardeo de múltiples instalaciones políticas y militares. El objetivo del ataque era anular cualquier respuesta del ejército panameño. El bombardeo destruiría aeropuertos y bases militares como el Aeropuerto Marcos A. Gelabert en Punta Paitilla, el Cuartel Central en el barrio de El Chorrillo, el Cuartel de Tinajitas, el Cuartel de Panamá Viejo, el Cuartel de Los Pumas, la base militar de Río Hato (donde funcionaba el instituto militar Tomás Herrera, que no era en realidad una escuela de formación castrense) y la Base Naval de Coco Solo.
La Fuerza Aérea de los Estados Unidos utilizó armamento de última generación, como los bombarderos furtivos F-117 Nighthawk y los helicópteros de combate AH-64 Apache contra un ejército poco equipado. A pesar de la alta tecnología del armamento estadounidense, se produjeron numerosas muertes civiles al ser alcanzados muchos edificios no militares. El ingreso de los soldados estadounidenses al barrio El Chorrillo terminó con este, siendo particularmente incendiado y masacrado debido a su cercanía con la Comandancia.
A pesar de las declaraciones hechas por Noriega ante la Asamblea Legislativa días antes de la operación militar, no hubo ninguna declaración de guerra formal y la acción fue condenada por la Asamblea General de la ONU y por la Organización de los Estados Americanos. La operación duró pocos días ante la superioridad del ejército ocupante y la poca resistencia encontrada. Noriega logró escapar y buscó asilo en la Nunciatura Apostólica. El 31 de enero de 1990 se entregaría a las fuerzas de ocupación y sería puesto bajo arresto después de la operación Nifty Package.
Guillermo Endara fue nombrado presidente del país en una base militar de EE. UU. durante la operación. En los días siguientes a la intervención, debido a la ausencia de policía y ante la pasividad de las tropas estadounidenses, se produjeron en varias ciudades saqueos y actos de vandalismo que aumentaron las pérdidas materiales.